# Lema d'Itô
En matemàtiques, el lema d'Itô o fórmula d'Itô (també anomenada fórmula Itô-Doeblin, especialment en la literatura francesa) és una identitat utilitzada en el càlcul d'Itô per trobar el diferencial d'una funció dependent del temps d'un procés estocàstic. Serveix com a contrapartida del càlcul estocàstic de la regla de la cadena. Es pot derivar heurísticament formant l'expansió de la sèrie de Taylor de la funció fins a les seves segones derivades i conservant termes fins al primer ordre en l'increment de temps i el segon ordre en l'increment del procés de Wiener. El lema s'utilitza àmpliament en finances matemàtiques, i la seva aplicació més coneguda és en la derivació de l'equació de Black-Scholes per als valors d'opcions.

## Motivació
Suposem que tenim l'equació diferencial estocàstica{\displaystyle dX_{t}=\mu _{t}\ dt+\sigma _{t}\ dB_{t},}on Bt és un procés de Wiener i les funcions {\displaystyle \mu _{t},\sigma _{t}} són funcions deterministes (no estocàstiques) del temps. En general, no és possible escriure una solució {\displaystyle X_{t}} directament en termes de {\displaystyle B_{t}.} Tanmateix, formalment podem escriure una solució integral
{\displaystyle X_{t}=\int _{0}^{t}\mu _{s}\ ds+\int _{0}^{t}\sigma _{s}\ dB_{s}.}Aquesta expressió ens permet llegir fàcilment la mitjana i la variància de {\displaystyle X_{t}} (que no té moments superiors). En primer lloc, observeu que cada {\displaystyle \mathrm {d} B_{t}} individualment té una mitjana 0, de manera que el valor d'expectativa de {\displaystyle X_{t}} és simplement la integral de la funció de deriva:{\displaystyle \mathrm {E} [X_{t}]=\int _{0}^{t}\mu _{s}\ ds.}De la mateixa manera, perquè el {\displaystyle dB} els termes tenen variància 1 i no hi ha correlació entre si, la variància de {\displaystyle X_{t}} és simplement la integral de la variància de cada pas infinitesimal en la marxa aleatòria:
{\displaystyle \mathrm {Var} [X_{t}]=\int _{0}^{t}\sigma _{s}^{2}\ ds.}Tanmateix, de vegades ens trobem davant d'una equació diferencial estocàstica per a un procés més complex {\displaystyle Y_{t},} en què el procés apareix als dos costats de l'equació diferencial. És a dir, diguem{\displaystyle dY_{t}=a_{1}(Y_{t},t)\ dt+a_{2}(Y_{t},t)\ dB_{t},}per a algunes funcions {\displaystyle a_{1}} i {\displaystyle a_{2}.} En aquest cas, no podem escriure immediatament una solució formal com vam fer per al cas més senzill anterior. En canvi, esperem escriure el procés {\displaystyle Y_{t}} en funció d'un procés més senzill {\displaystyle X_{t}} prenent el formulari anterior. És a dir, volem identificar tres funcions {\displaystyle f(t,x),\mu _{t},} i {\displaystyle \sigma _{t},} de tal manera que {\displaystyle Y_{t}=f(t,X_{t})} i {\displaystyle dX_{t}=\mu _{t}\ dt+\sigma _{t}\ dB_{t}.} A la pràctica, s'utilitza el lema d'Ito per trobar aquesta transformació. Finalment, un cop hem transformat el problema en el tipus més simple de problema, podem determinar els moments mitjans i superiors del procés.